# Orfe

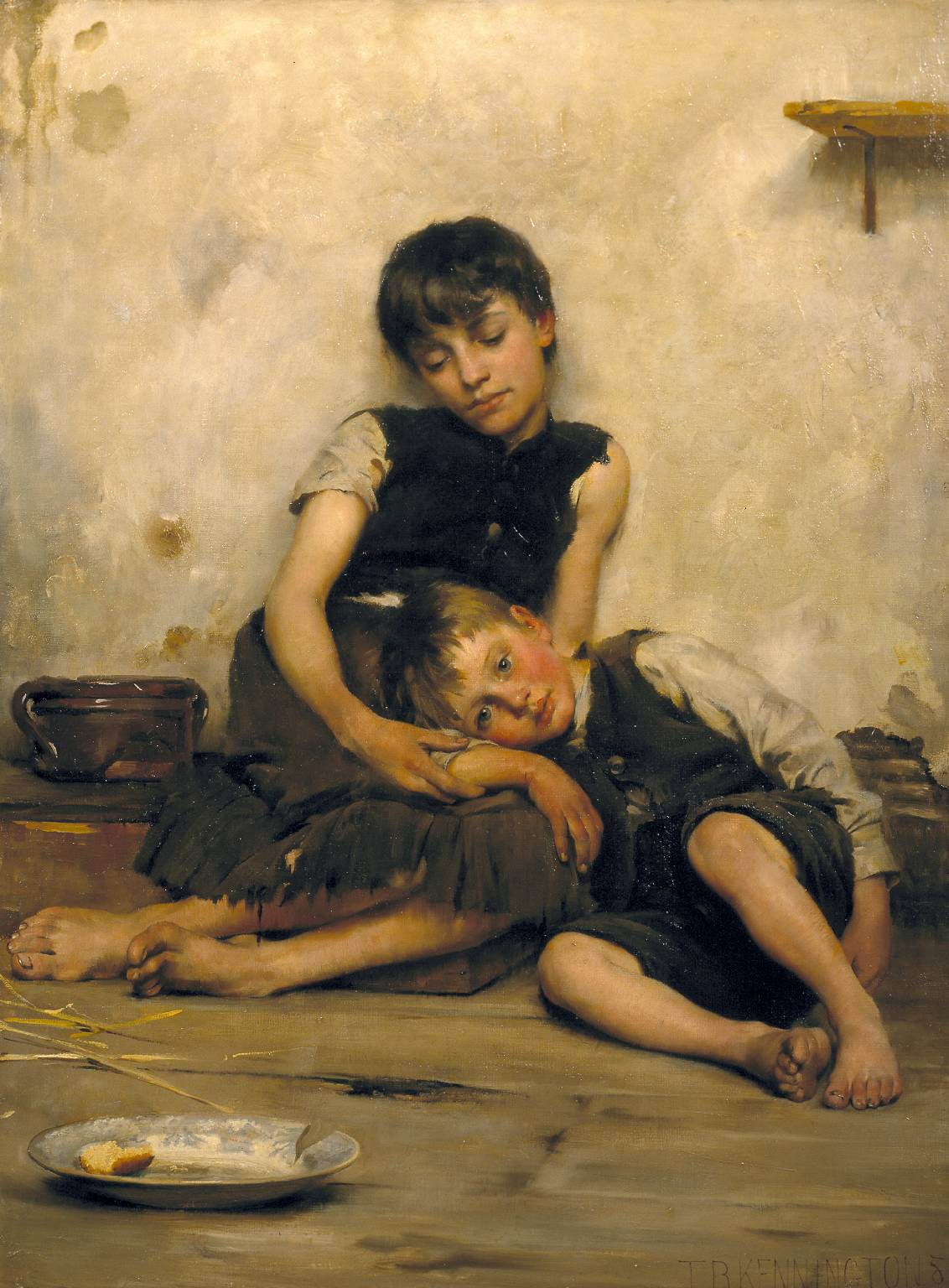
Orfes de Thomas Kennington, oli sobre tela, 1885

Un orfe (del grec: ορφανός) és un nen els pares del qual han mort. També es pot anomenar orfe de pare o orfe de mare quan ha perdut algun dels progenitors.
En l'ús comú, només un nen que ha perdut els dos pares a causa de la mort es diu orfe. Quan es refereix als animals, sol ser rellevant només l'estat de la mare (és a dir, si la progenitora ja no hi és, la cria es considera orfe, independentment de l'estat del pare).
Al món hi ha alguns factors que poden fomentar una massiva aparició d'orfes, com pot ser una guerra o una epidèmia com, per exemple, la sida. També algunes polítiques de natalitat poden fomentar l'abandonament d'infants, que queden orfes, un cas paradigmàtic és el de l'actual Xina, on la llei prohibeix tenir més d'un fill o filla, i on és més freqüent que siguin les nenes les abandonades.
Als contes populars tradicionals europeus apareixen sovint protagonistes orfes. És el cas, per exemple, de la ventafocs i la blancaneus. També solen ser orfes els superherois clàssics, com per exemple Superman, Batman, Robin, Spiderman, Lobezno, Ironman i Daredevil.

## Definicions

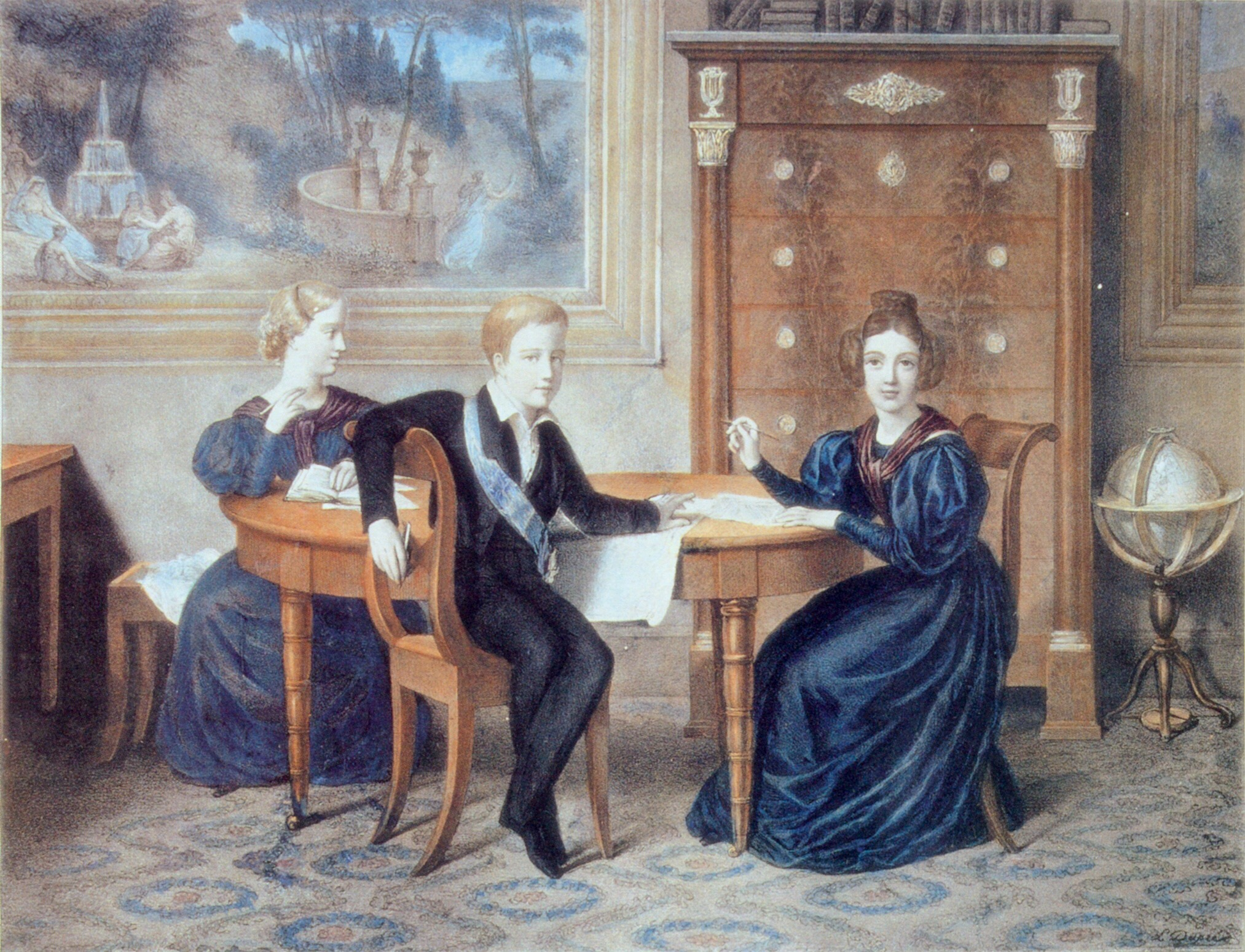
L'emperador Pere II del Brasil i les seves germanes, les princeses Francesca i Januária, vestits de dol després de la mort del seu pare Pere I el 1834. La seva mare, Maria Leopoldina, havia mort un parell d'anys abans, l'any 1826. Per tant, es van quedar orfes.

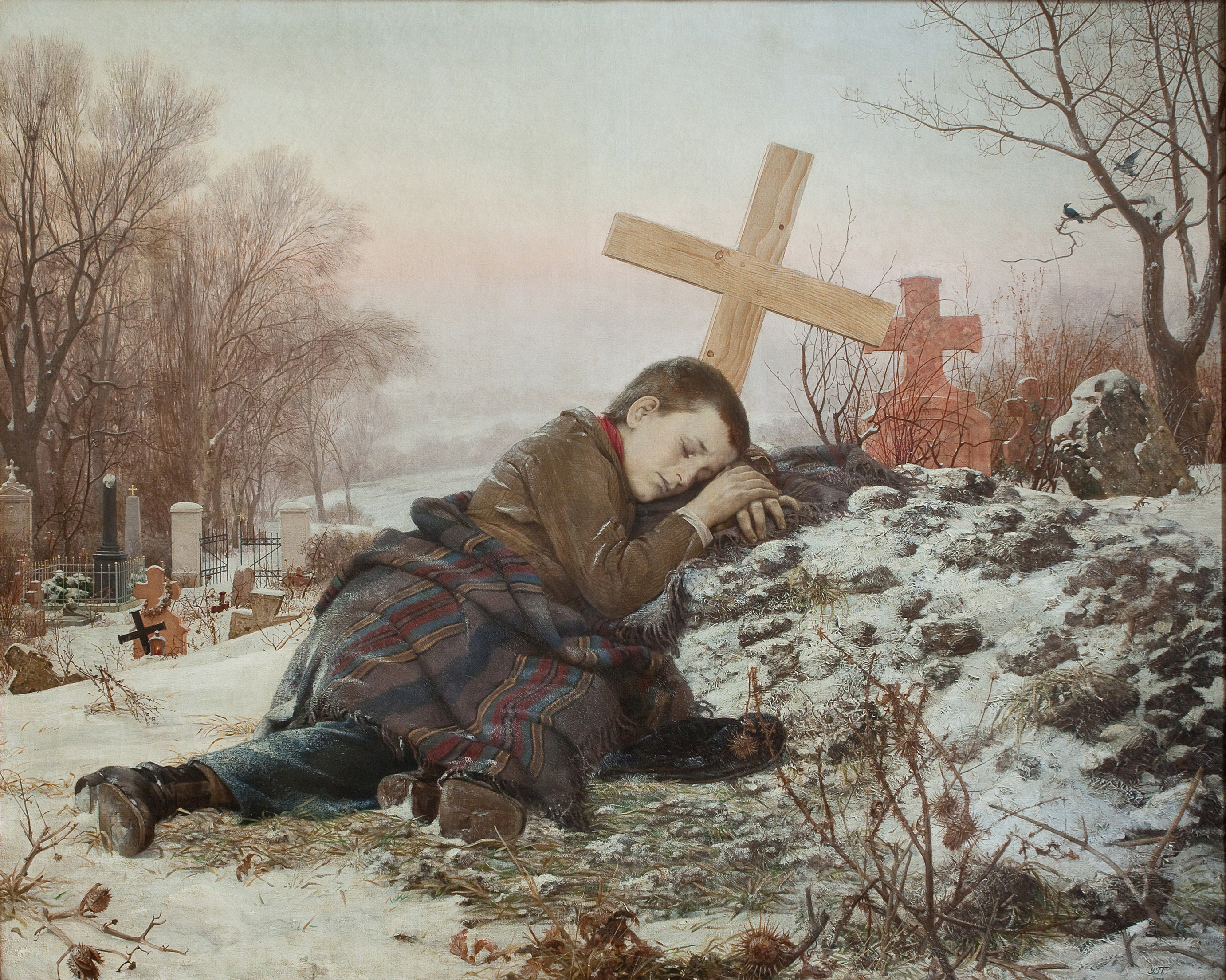
Orfe a la tomba de la mare per Uroš Predić el 1888.

Diversos grups utilitzen diferents definicions normatives per identificar els orfes. Una definició legal que es fa servir als Estats Units és un menor que s'ha quedat sol per "mort o desaparició, abandonament o deserció, o separació o pèrdua d'ambdós pares".
En l'ús comú, un orfe no té els pares per cuidar-lo. Tanmateix, el Fons de les Nacions Unides per a la Infància (UNICEF), el Programa Conjunt de les Nacions Unides sobre el VIH i la SIDA (ONUSIDA) i altres grups etiqueten com a orfe qualsevol nen que hagi perdut un dels seus pares. En aquest enfocament, un orfe de mare és un nen la mare del qual ha mort, un orfe de oare és un nen el pare ha mort i un orfe doble és un nen/adolescent/nadó que ha perdut els dos pares. Això contrasta amb l'ús més antic de mig orfe per descriure nens que només havien perdut un progenitor.

## Poblacions

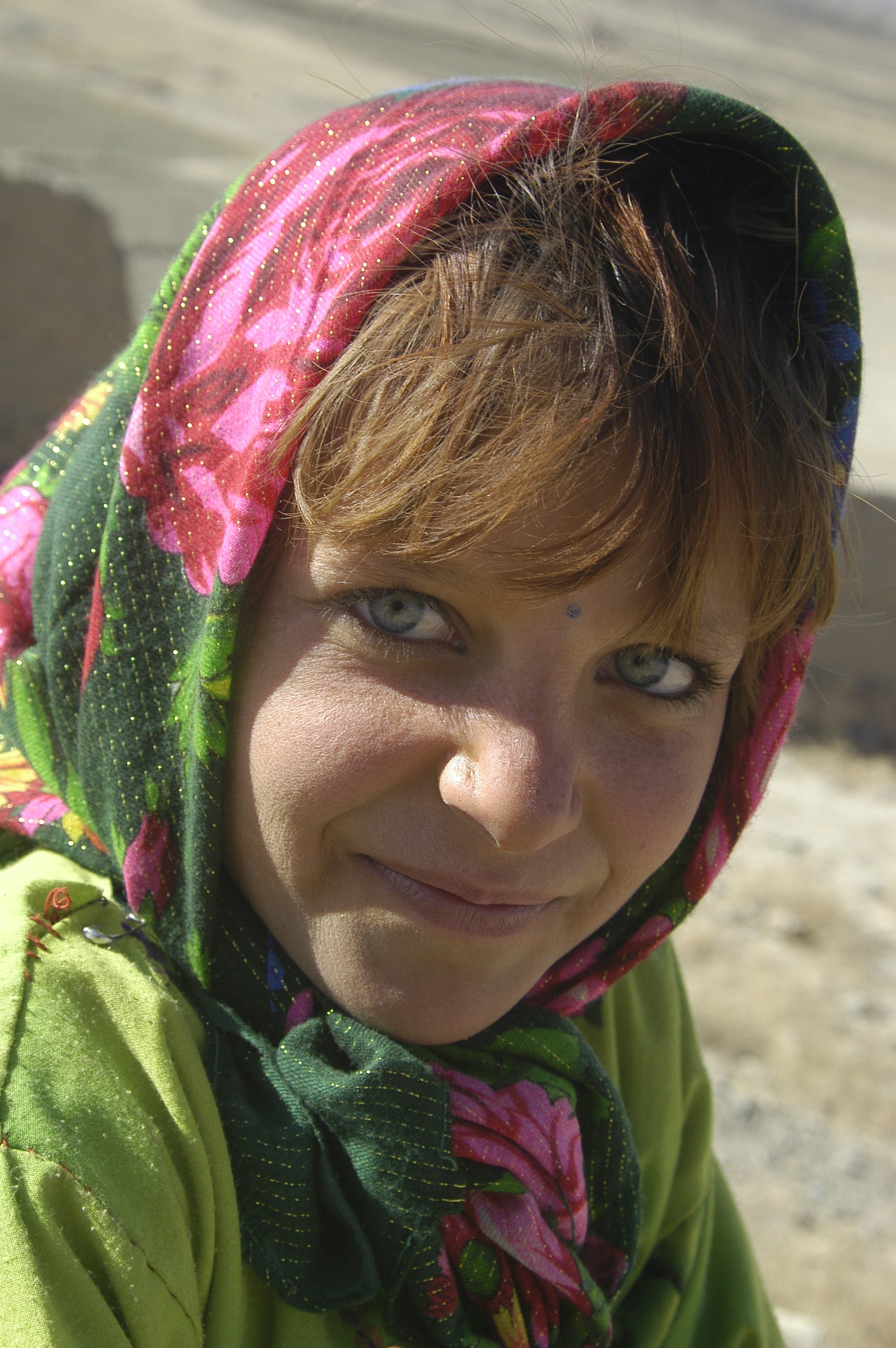
Una nena afganesa en un orfenat de Kabul, Afganistan, el gener de 2002

Els orfes són relativament rars als països desenvolupats, perquè la majoria dels nens poden esperar que els dos pares sobrevisquin a la seva infància. Hi ha un nombre molt més elevat d'orfes a nacions devastades per la guerra com l'Afganistan.
| Continent                  | Nombre d'orfes per 1.000 habitants | Orfes en percentatge de tots els nens |
| -------------------------- | ---------------------------------- | ------------------------------------- |
| Àfrica                     | 34.294                             | 11,9%                                 |
| Àsia                       | 65.504                             | 6,5%                                  |
| Amèrica Llatina i el Carib | 8.166                              | 7,4%                                  |
| Total                      | 107.964                            | 7,6%                                  |

| Any  | Estat    | Percentatge de nens orfes | Percentatge de nens orfes amb sida | Total d'orfes | Total d'orfesamb sida | Orfes de mare | Orfes de mare amb sida | Orfes de pare | Orfes de pare amb sida | Orfes   | Orfes amb sida |
| ---- | -------- | ------------------------- | ---------------------------------- | ------------- | --------------------- | ------------- | ---------------------- | ------------- | ---------------------- | ------- | -------------- |
| 1990 | Botswana | 5.9                       | 3.0                                | 34,000        | 1,000                 | 14,000        | < 100                  | 23,000        | 1,000                  | 2,000   | < 100          |
| 1990 | Lesotho  | 10.6                      | 2.9                                | 73,000        | < 100                 | 31,000        | < 100                  | 49,000        | < 100                  | 8,000   | < 100          |
| 1990 | Malawi   | 11.8                      | 5.7                                | 524,000       | 30,000                | 233,000       | 11,000                 | 346,000       | 23,000                 | 55,000  | 6,000          |
| 1990 | Uganda   | 12.2                      | 17.4                               | 1,015,000     | 177,000               | 437,000       | 72,000                 | 700,000       | 138,000                | 122,000 | 44,000         |
| 1995 | Botswana | 8.3                       | 33.7                               | 55,000        | 18,000                | 19,000        | 7,000                  | 37,000        | 13,000                 | 5,000   | 3,000          |
| 1995 | Lesotho  | 10.3                      | 5.5                                | 77,000        | 4,000                 | 31,000        | 1,000                  | 52,000        | 4,000                  | 7,000   | 1,000          |
| 1995 | Malawi   | 14.2                      | 24.6                               | 664,000       | 163,000               | 305,000       | 78,000                 | 442,000       | 115,000                | 83,000  | 41,000         |
| 1995 | Uganda   | 14.9                      | 42.4                               | 1,456,000     | 617,000               | 720,000       | 341,000                | 1,019,000     | 450,000                | 282,000 | 211,000        |
| 2001 | Botswana | 15.1                      | 70.5                               | 98,000        | 69,000                | 69,000        | 58,000                 | 91,000        | 69,000                 | 62,000  | 61,000         |
| 2001 | Lesotho  | 17.0                      | 53.5                               | 137,000       | 73,000                | 66,000        | 38,000                 | 108,000       | 63,000                 | 37,000  | 32,000         |
| 2001 | Malawi   | 17.5                      | 49.9                               | 937,000       | 468,000               | 506,000       | 282,000                | 624,000       | 315,000                | 194,000 | 159,000        |
| 2001 | Uganda   | 14.6                      | 51.1                               | 1,731,000     | 884,000               | 902,000       | 517,000                | 1,144,000     | 581,000                | 315,000 | 257,000        |

- Dades de 2001 de l'informe UNICEF/ONUSIDA de 2002[10]
- Xina: una enquesta del Ministeri d'Afers Civils l'any 2005 va mostrar que la Xina té uns 573.000 orfes menors de 18 anys.[11]
- Rússia: segons informes russos de 2002 citats al New York Times, 650.000 nens estan allotjats en orfenats. Als 16 anys poden sortir i el 40% es queden sense llar, mentre que el 30% esdevenen delinqüents o es suïciden.[12]
- Amèrica Llatina: els nens del carrer tenen una presència important a Amèrica Llatina; alguns estimen que a Amèrica Llatina hi ha fins a 40 milions de nens del carrer.[13] Encara que no tots els nens del carrer són orfes, tots els nens del carrer treballen i molts no tenen un suport familiar rellevant.[14]
- Estats Units: uns 2 milions de nens als Estats Units (o al voltant del 2,7 % dels nens) tenen una mare o un pare mort. Uns 100.000 nens han perdut els dos pares.[15]

## Orfes notables
Entre els orfes famosos hi ha líders mundials com Aaron Burr, Andrew Jackson i Pere II del Brasil; escriptors com Edgar Allan Poe i Leo Tolstoi; i atletes com Aaron Hernández. L'orfe nord-americà Henry Darger va retratar les horribles condicions del seu orfenat en una obra d'art. Altres orfes notables inclouen grans artistes com Louis Armstrong, Marilyn Monroe, Babe Ruth, Ray Charles i Frances McDormand, i innombrables personatges de ficció de la literatura i els còmics.

## Història
Les guerres, les epidèmies (com la sida), les pandèmies i la pobresa han fet que molts nens esdevinguin orfes. La Segona Guerra Mundial (1939-1945), amb el seu gran nombre de morts i grans moviments de població, va deixar un gran nombre d'orfes a molts països, amb estimacions per a Europa que oscil·laven entre 1.000.000 i 13.000.000. Judt (2006) calcula que hi havia 9.000 nens orfes a Txecoslovàquia, 60.000 als Països Baixos, 300.000 a Polònia i 200.000 a Iugoslàvia, i molts més a la Unió Soviètica, Alemanya, Itàlia, la Xina i altres llocs.
La primera maternitat d'Europa es va fundar a Barcelona en 1370: és la Casa d'Infants Orfes. L'edifici encara existeix, convertit en un equipament del Districte de Ciutat Vella, al carrer de les Ramelleres. En 1883 la maternitat de Barcelona es va traslladar al barri de Les Corts, a la masia de Can Cavallé, al costat del Camp Nou; edifici on actualment es troba l'institut públic de batxillerat Les Corts, conegut popularment com la maternitat o fins i tot la mater.

## En la literatura

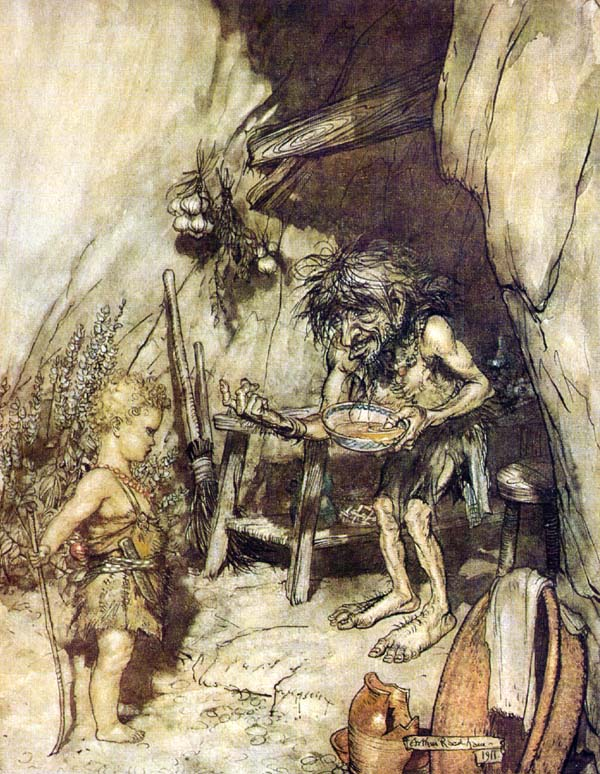
Mime ofereix menjar al jove Sigfrid, un orfe que està criant; Il·lustració d'⁣Arthur Rackham a Sigfrid de Richard Wagner

Els personatges orfes són habituals com a protagonistes literaris, especialment en la literatura infantil i fantàstica. La manca de pares fa que els personatges continuïn amb vides més interessants i aventureres, alliberant-los d'obligacions i controls familiars, i privant-los de vides més prosaiques. Aquest fet permet crear personatges que són autònoms i introspectius i que lluiten per rebre l'afecte que no han tingut. Els orfes poden buscar metafòricament l'autocomprensió intentant conèixer les seves arrels. Els pares també poden ser aliats i fonts d'ajuda per als nens, i eliminar els pares fa que les dificultats del personatge siguin més greus. Els pares, a més, poden ser irrellevants per al tema que un escriptor intenta desenvolupar, i deixar el personatge orfe allibera l'escriptor de la necessitat de representar una relació tan irrellevant; si una relació pare-fill és important, eliminar l'altre progenitor evita complicar la relació necessària. Totes aquestes característiques fan dels orfes personatges atractius per als autors.
Els orfes són comuns als contes de fades, com la majoria de variants de la Ventafocs.
Diversos autors coneguts han escrit llibres sobre orfes. Alguns exemples de la literatura clàssica inclouen Jane Eyre de Charlotte Brontë, Oliver Twist de Charles Dickens, Tom Sawyer i Huckleberry Finn de Mark Twain, Anne of Green Gables de LM Montgomery, Jude the Obscure de Thomas Hardy i El Senyor dels Anells de J. R. R. Tolkien. Entre els autors més recents, AJ Cronin, Lemony Snicket, AF Coniglio, Roald Dahl i JK Rowling, així com alguns autors menys coneguts d'orfes famosos com Little Orphan Annie han utilitzat els orfes com a personatges principals. Una història recurrent ha estat la relació que l'orfe pot tenir amb un adult de fora de la seva família immediata, tal com es veu a l'obra Orfes de Lyle Kessler.
Els orfes són especialment habituals com a personatges dels còmics. Gairebé tots els herois més populars són orfes: Superman, Batman, Spider-Man, Robin, The Flash, Captain Marvel, Captain America i Green Arrow van quedar tots orfes. Els orfes també són molt comuns entre els dolents: Bane, Catwoman i Magneto en són exemples. Lex Luthor, Deadpool i Carnage també es poden incloure en aquesta llista, tot i que van matar un dels seus pares o els dos. Els personatges secundaris que es fan amics dels herois també són sovint orfes, com ara Newsboy Legion i Rick Jones.

## En textos religiosos

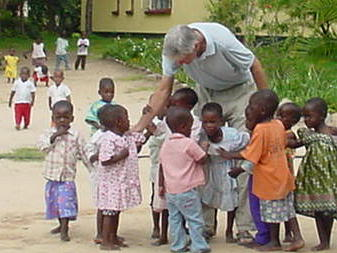
Orfenat Mare de la Pau a Zimbàbue (2005)

Molts textos religiosos, inclosos la Bíblia i l'Alcorà, contenen la idea que ajudar i defensar els orfes és una qüestió molt important i que agrada a Déu. Els líders religiosos Moisès i Mahoma van quedar orfes de nens. Diverses cites bíbliques descriuen com s'han de tractar els orfes:
Bíblia
- "No t'aprofitis d'una vídua o d'un orfe". (Bíblia hebrea, Èxode 22:22)
- "Alegreu-vos a la vostra festa: vosaltres, els vostres fills i filles, els vostres servents i dones, i els levites, els estrangers, els orfes i les vídues que habiten a les vostres ciutats". (Bíblia hebrea, Llibre de Deuteronomi 16:14)[19]
- "Deixeu els vostres orfes; protegiré les seves vides. Les vostres vídues també poden confiar en mi". (Bíblia hebrea, Jeremies 49:11)
- "Per jutjar l'orfe i l'oprimit, perquè l'home de la terra ja no l'oprimeixi més". (Bíblia hebrea, Salms 10:18)
- "No us deixaré orfes; vindré a vosaltres". (Nou Testament, Joan 14:18)
- "La religió que Déu nostre Pare accepta com a pura i impecable és aquesta: cuidar els orfes i les vídues en les seves dificultats i evitar que el món es contamini". (Nou Testament, Jaume 1:27)

Alcorà
- "I s'alimenten, per l'amor de Déu, l'indigent, l'orfe i el captiu", (l'Alcorà)
- "Per tant, no tracteu l'orfe amb duresa" (l'Alcorà)
- "No heu vist aquells que neguen la fe i el dia del judici? Es tracta de persones que allunyen els orfes amb dura i no animen alimentar els indigents. Així que, per tant fora de la vanitat, i els que neguen fins i tot petites bondats als altres". (l'Alcorà)
- "(Sigueu bons) els orfes i els pobres. I digueu bones paraules a la gent". (l'Alcorà)
- "Si barregeu la vostra propietat amb la seva, són els vostres germans..." (L'Alcorà)
- "Doneu als orfes la seva propietat i no substituïu les coses dolentes per bé. No assimileu la seva propietat al vostre compte. Fer això és un delicte greu". (l'Alcorà)